# Xarxa Zobel

Un circuit de xarxa Zobel.

Les xarxes Zobel són un tipus de secció de filtre basada en el principi de disseny d'impedància d'imatge. Reben el nom d'Otto Zobel de Bell Labs, que va publicar un article molt citat sobre filtres d'imatge el 1923. La característica distintiva de les xarxes Zobel és que la impedància d'entrada es fixa en el disseny independentment de la funció de transferència. Aquesta característica s'aconsegueix a costa d'un nombre de components molt més elevat en comparació amb altres tipus de seccions de filtre. La impedància normalment s'especificaria com a constant i purament resistiva. Per aquest motiu, les xarxes Zobel també es coneixen com a xarxes de resistència constant. Tanmateix, qualsevol impedància assolible amb components discrets és possible.
Antigament, les xarxes Zobel s'utilitzaven àmpliament en telecomunicacions per aplanar i ampliar la resposta de freqüència de les línies terrestres de coure, produint una línia de major rendiment a partir d'una originalment destinada a l'ús telefònic ordinari. La tecnologia analògica ha donat pas a la digital i ara són poc utilitzades.
Quan s'utilitza per cancel·lar la part reactiva de la impedància de l'altaveu, el disseny de vegades s'anomena cèl·lula Boucherot. En aquest cas, només la meitat de la xarxa s'implementa com a components fixos, l'altra meitat són els components reals i imaginaris de la impedància de l'altaveu. Aquesta xarxa és més semblant als circuits de correcció del factor de potència utilitzats en la distribució d'energia elèctrica, d'aquí l'associació amb el nom de Boucherot.
Una forma de circuit comuna de xarxes Zobel és en forma de xarxa T pontejada. Aquest terme s'utilitza sovint per significar una xarxa Zobel, de vegades incorrectament quan la implementació del circuit no és una T en pont.

## Derivació
La base d'una xarxa Zobel és un circuit de pont equilibrat tal com es mostra al circuit de la figura. La condició per a l'equilibri és que;
{\displaystyle {\frac {Z}{Z_{0}}}={\frac {Z_{0}}{Z'}}}
Si això s'expressa en termes d'un Z normalitzat Z0=1 com es fa convencionalment a les taules de filtres, llavors la condició d'equilibri és senzilla;
{\displaystyle Z={\frac {1}{Z'}}}
O, {\displaystyle \scriptstyle Z'} és simplement la impedància inversa o dual de {\displaystyle \scriptstyle Z}.
La impedància de pont ZB es troba entre els punts d'equilibri i, per tant, no té potencial a través d'ella. En conseqüència, no consumirà corrent i el seu valor no fa cap diferència amb la funció del circuit. Sovint s'escull el seu valor per ser Z0 per raons que quedaran clares en la discussió dels circuits T puntejats.